# LGBT práva v Afghánistánu

Duhová mapa Afghánistánu

Lesby, gayové, bisexuálové a transsexuálové (LGBT) žijící v Afghánistánu čelí určitým právním a sociálním problémům neznámým pro ostatní spoluobčany. Homosexualita a crossdressing je v Afghánistánu považována za těžký zločin, který lze trestat i smrtí. Takový je obvyklý postup ve venkovských oblastech země, kde místní obyvatelé berou zákon do svých rukou. Od r. 2008 je známo, že zdejší režim nehodlá změnit svůj postoj k lesbám, gayům a bisexuálům v Afghánistánu.

## Postoje společnosti
Valná část Afghánců jsou muslimové a místní Ústava vymezuje islám jako státní náboženství. Homosexualita a crossdressing jsou všeobecně považovány za tabu a amorální aktivity v důsledku islámských zásad ohledně genderových rolí a sexuálního chování.
Co se týče veřejné diskuse tak homosexualita je často spojována s prostitucí a pedofilií a stupeň informovanosti o jiných sexuální orientacích a genderové identitě je velmi omezený. V r. 2007 místní novináři provedli rozhovor s muži, kteří měli na svých vozidlech symboly LGBT hrdosti, aby pak následně zjistili, že dotazovaní si nebyli vědomi významu duhových vlajek a symbolů, a že je považovali za pouhý výstřelek západu, a začali je pak následně odstraňovat, aby je společnost nepovažovala za LGBT osoby nebo aktivisty za LGBT práva.

## Tálibánské tresty
V 90. letech, když převzal nad zemí moc Tálibán, tak došlo ke kriminalizaci veškerých sexuálních vztahů mimo heterosexuální manželství, což mělo za následek veřejné exekuce mužů a žen obviněných ze smilstva, cizoložství nebo sodomie.
V r. 1994 tálibánský nejvyšší soudce Muhammad Umar zachránil chlapce před zneužitím ze strany dvou znesvářených generálů v Kandaháru, a když pak následně převzal kontrolu nad městem, vydal vyhlášku, že násilí a vzájemně dobrovolná sodomie budou zařazeny mezi těžké zločiny.

## Mužská prostituce
Navzdory negativním společenským postojům a zákazům je zde velmi rozšířené bisexuální chování. To má za následek časté únosy chlapců a jejich následného prodávání, coby sexuálních otroků, dospělým mužům, zejména do kasáren, případně za úplatu nebo za odměnu. Toto je v afghánské kultuře tolerováno, jelikož to není vnímáno jako znak LGBT identity, ale jako znak mužské síly a dominance, a hoši jsou v takových situacích nuceni vykonávat ve vztahu ženskou roli.
Vojáci všeobecně nemají přístup k ženám, a proto své sexuální potřeby uspokojují prostřednictvím unesených mladých chlapců. Tito chlapci se stávají prostituty pro starší muže bez ohledu na jejich sexuální orientaci.
Tito chlapci jsou často nazýváni jako "bacha bazi" v perském jazyce a zdá se, že se jim velmi daří v afghánských velkoměstech, pravděpodobně v důsledku chudoby a striktního sociálního tabu ohledně vztahů mezi muži a ženami. Byl však vydán zákon zakazující afghánským vojákům mít v kasárnách takové kluky.
Údaje z roku 2007 ukazují, že prostituce "bacha bareesh" (bezvousí chlapci) je stále běžná v severních oblastech Afghánistánu. Tyto praktiky často vykonávají mladiství chlapci převlečení za ženy, účastnící se tanečních soutěží a sexuálních aktů.
Homosexualita je tedy často spojována s násilím na mladých chlapcích a prostitucí. Tato mylná představa tudíž podporuje její nezákonnost.

## Trestní zákoník
Trestní zákoník z r. 1976 byl obnoven po americké invazi a obsahuje několik ustanovení, která lze aplikovat na LGBT osoby.
- § 398 – Umožňuje menší tresty za sebeobranné vraždy ze cti, které se mohou týkat i členů rodiny přistihujících své manžely nebo příbuzné při smilstvu, cizoložství nebo homosexualitě.

- § 427 – Trestá dlouhodobým vězením za smilstvo nebo pederastii (lze interpretovat i jako sodomii) s ohledem na to, že tresty jsou často požadovány, i přesto, že oba zúčastnění jsou svéprávní. Nejvyšší trest se aplikuje, pokud obětí je osoba mladší 18 let, nebo když obžalovaný je v pozici autority nad obětí, nebo pokud obžalovaný je recedivista, či pokud svým činem šíří nákazu. Nejvyšší trest se také používá, pokud trestný čin způsobí narušení cti.

- § 512 – Trestá osobu vězením nebo pokutou, která se na veřejných prostranstvích angažuje v amorálním chování,

## Právo šaría
Ústava vymezuje Afghánistán jako islámskou republiku, tudíž je na LGBT osoby v Afghánistánu aplikováno právo šaría, což má za následek dodatečné uplatňování tohoto systému a jeho nadřazování namísto trestních zákonů. Systém práva šaría je založen na trestech často vykonávaných venkovskou komunitou, kdy místní občané a pseudostrážci zákona trestají každého, kdo se neřídí islámskými zásadami.
Ve městech jsou osoby odsouzené za homosexualitu zpravidla trestáni vězením. V r. 2004 americký poradce afghánské vlády byl potrestán odnětím svobody za homosexuální praktiky s Afgháncem. Jiné zprávy uvádějí i případy dalších mužů odsouzených za vykonávání stejnopohlavní sexuální aktivity.

## Životní podmínky
| Legální stejnopohlavní styk                                                             | (Vězení, smrt) |
| Stejný věk legální způsobilosti k pohlavnímu styku pro obě orientace                    | No             |
| Anti-diskriminační zákony v zaměstnání                                                  | No             |
| Anti-diskriminační zákony v přístupu ke zboží a službám                                 | No             |
| Anti-diskriminační zákony v ostatních oblastech (homofobní urážky, zločiny z nenávisti) | No             |
| Stejnopohlavní manželství                                                               | No             |
| Jiná forma stejnopohlavního soužití                                                     | No             |
| Adopce dítěte partnera                                                                  | No             |
| Společná adopce dětí stejnopohlavními páry                                              | No             |
| Gayové a lesby mohou otevřeně sloužit v armád                                           | No             |
| Možnost změny pohlaví                                                                   | No             |
| Přístup k umělému oplodnění pro lesbické ženy                                           | No             |
| Náhradní mateřství pro gay páry                                                         | No             |